# Marianne Franke
Marianne Franke (* 1952; † 19. Februar 2007) war eine Professorin an der Justus-Liebig-Universität in Gießen. Sie lehrte vor allem den Bereich der Didaktik des Lehramtes an Grundschulen.

## Biographie
Marianne Franke studierte von 1969 bis 1973 das Unterstufenlehramt. Anschließend besuchte sie das Institut für Lehrerbildung in Eisenach. Nach der Abschlussprüfung begann sie das Studium der Erziehungswissenschaften in Erfurt, welches sie 1977 mit dem Diplom abschloss. Sie verblieb an der Pädagogischen Hochschule Erfurt, wo sie im Institut für Unterstufenmethodik / Grundschulbildung bis 1993 lehrte. Ihre Promotion schrieb sie 1980 zum Thema Anwenden heuristischer Arbeitsweisen beim Aufgabenlösen im Mathematikunterricht der Klasse 3. Nach der allgemeinen Lehrbefugnis 1985 habilitierte sie sich mit dem Thema Zum Arbeiten mit arithmetischen Schüleraufgaben im Mathematikunterricht der Unterstufe. 1993 übernahm sie die Professur für Didaktik der Mathematik in der Grundschule an der Universität in Gießen. In den Folgejahren gab sie einige Publikationen zu didaktischen Themen heraus, wobei vor allem die beiden Übersichtswerke Didaktik des Sachrechnens in der Grundschule und Didaktik der Geometrie in der Grundschule an einigen Universitäten Grundlagenliteratur in der Ausbildung von Grundschullehrern im Fach Mathematik sind. Trotz schwerer Krankheit überarbeitete sie die Geometrie-Didaktik und gab noch im Dezember 2006 – kurz vor ihrem Tode im Jahr 2007 – eine zweite Auflage heraus.

## Veröffentlichungen
- Franke, Marianne: Didaktik des Sachrechnens in der Grundschule. Spektrum, Heidelberg, Berlin 2003, ISBN 3-8274-0386-3.
- Franke, Marianne: Didaktik der Geometrie in der Grundschule. 2. Auflage. Spektrum, München 2006, ISBN 3-8274-1511-X.